# Maldras
Maldras (o Masdras, ¿? – c. febrero de 459/460), rey de los suevos (457-459/460).

## Biografía
Gobernó Gallaecia tras asesinar a Agiulfo y la muerte de Frantán. Durante su corto reinado se produjeron fuertes conflictos sociales entre los nativos galaicos y los dirigentes germánicos. Murió asesinado en 459, sucediéndole su hijo Remismundo.
El texto del cronista contemporáneo Hidacio parece significar que la población sueva tomó parte en la elección de Maldras. Desde luego intervinieron en la división del reino en 457, cuando parte de ellos rehusaron aceptarle como gobernante, eligiendo a Frantán. Los dos reyes suevos actuaron de forma independiente, y a la muerte de Frantán, sus seguidores fueron  gobernados por Requimundo, aunque los estudiosos discuten si ambas partes fueron reunificadas.